# 天主教科連特斯總教區
天主教科連特斯總教區（拉丁語：Archidioecesis Corrientensis）是阿根廷一個羅馬天主教教省總教區，下轄五個教區。此總教區是該國十四個總教區之一。
教區於1910年1月21日成立，1961年4月10日升為總教區。總教區管轄科連特斯省西北部十三縣，2006年時有880,649名教友（佔轄區總人口93.0%）、四十九個堂區和九十六名司鐸。現任總主教為安德肋·斯坦諾夫尼克，輔理主教為若瑟·亞道夫·拉雷蓋恩，榮休總主教為道明·S·卡斯塔格納。